# Parris Island
Parris Island és una concentració de població designada pel cens dels Estats Units a l'estat de Carolina del Sud. Segons el cens del 2000 tenia 4.841 habitants.

## Demografia
Segons el cens del 2000, Parris Island tenia 4.841 habitants, 318 habitatges i 297 famílies. La densitat de població era de 153,7 habitants/km².
Dels 318 habitatges en un 72,3% hi vivien nens de menys de 18 anys, en un 87,7% hi vivien parelles casades, en un 4,4% dones solteres, i en un 6,3% no eren unitats familiars. En el 4,4% dels habitatges hi vivien persones soles el 4,4% de les quals corresponia a persones de 65 anys o més que vivien soles. El nombre mitjà de persones vivint en cada habitatge era de 3,31 i el nombre mitjà de persones que vivien en cada família era de 3,4.
Per edats la població es repartia de la següent manera: un 10,6% tenia menys de 18 anys, un 72,4% entre 18 i 24, un 15,7% entre 25 i 44, un 1,2% de 45 a 60 i un 0% 65 anys o més.
L'edat mediana era de 20 anys. Per cada 100 dones de 18 o més anys hi havia 339,3 homes.
La renda mediana per habitatge era de 46.335 $ i la renda mediana per família de 45.750 $. Els homes tenien una renda mediana de 17.428 $ mentre que les dones 16.359 $. La renda per capita de la població era d'11.216 $. Entorn del 7,6% de les famílies i el 6,9% de la població estaven per davall del llindar de pobresa.

## Poblacions més properes
El següent diagrama mostra les poblacions més properes.